# Mensjevikisk idealism
Mensjevikisk idealism avser de filosofiska idéer som framlades av kretsen kring den sovjetiske filosofen Abram Deborin och som fördömdes av Stalin år 1930. Företrädarna för den mensjevikiska idealismen, däribland Evald Iljenkov, beskylldes bland annat för att jämställa den marxistiska dialektiken med Hegels dialektik samt att nedtona leninismens betydelse för filosofins utveckling.